# Douiret
Douiret (arabe : دويرات) est un village berbère du sud-est de la Tunisie. Situé dans le gouvernorat de Tataouine, il se trouve à vingt kilomètres de son chef-lieu.
Il se divise en deux parties : le village ancien, constitué d'habitations troglodytiques creusées dans les collines, et le nouveau village situé à flanc de colline. L'ancien village est formé de petites habitations, appelées ghiren (pluriel de ghar signifiant grotte), qui portent le nom de famille de leur propriétaire.
En 2008, uniquement deux familles vivent encore en permanence dans l'ancien village, abandonné depuis 1974. Il n'y a plus de champs, les rigoles drainant l'eau de pluie n'étant plus entretenues.
Le ksar a « permis aux Berbères de se maintenir tout en établissant des relations de clientèle et de protection avec les tribus arabes » arrivées au XIe siècle avec les invasions hilaliennes. Il est construit au sommet de la montagne pour remplir plusieurs fonctions :
- militaire : ksar citadelle ou kalâa (forteresse), il protège le village en servant de lieu de refuge contre les ennemis (observations de toutes les directions à partir d'un site difficilement accessible) ;
- économique : grenier collectif à l'usage d'une ou plusieurs tribus, il permet de conserver ou stocker dans les ghorfas les différentes récoltes (blé, dattes, huile d'olive, etc.) pour les années de sécheresse. De petits espaces aménagés entre la voûte de deux ghorfas voisines permettent de dissimuler les produits de valeur[2] ;
- sociale : lieu de rencontres pour jouer à un jeu appelé kharbga (variante des dames) et se raconter des histoires, c'est aussi un lieu de transactions commerciales.

Douiret abritait à l'origine une société rurale de montagne. Les populations qui ont construit ce type de villages fortifiés (ksour) dans la région sont appelés les Jbaliya (gens de la montagne). Les habitants du nouveau village sont désormais arabophones, parlant le tunisien avec des particularités régionales propres à cette région du sud, et berbérophones (chelha).

Panorama de Douiret en janvier 2011.